# Жестова пісня

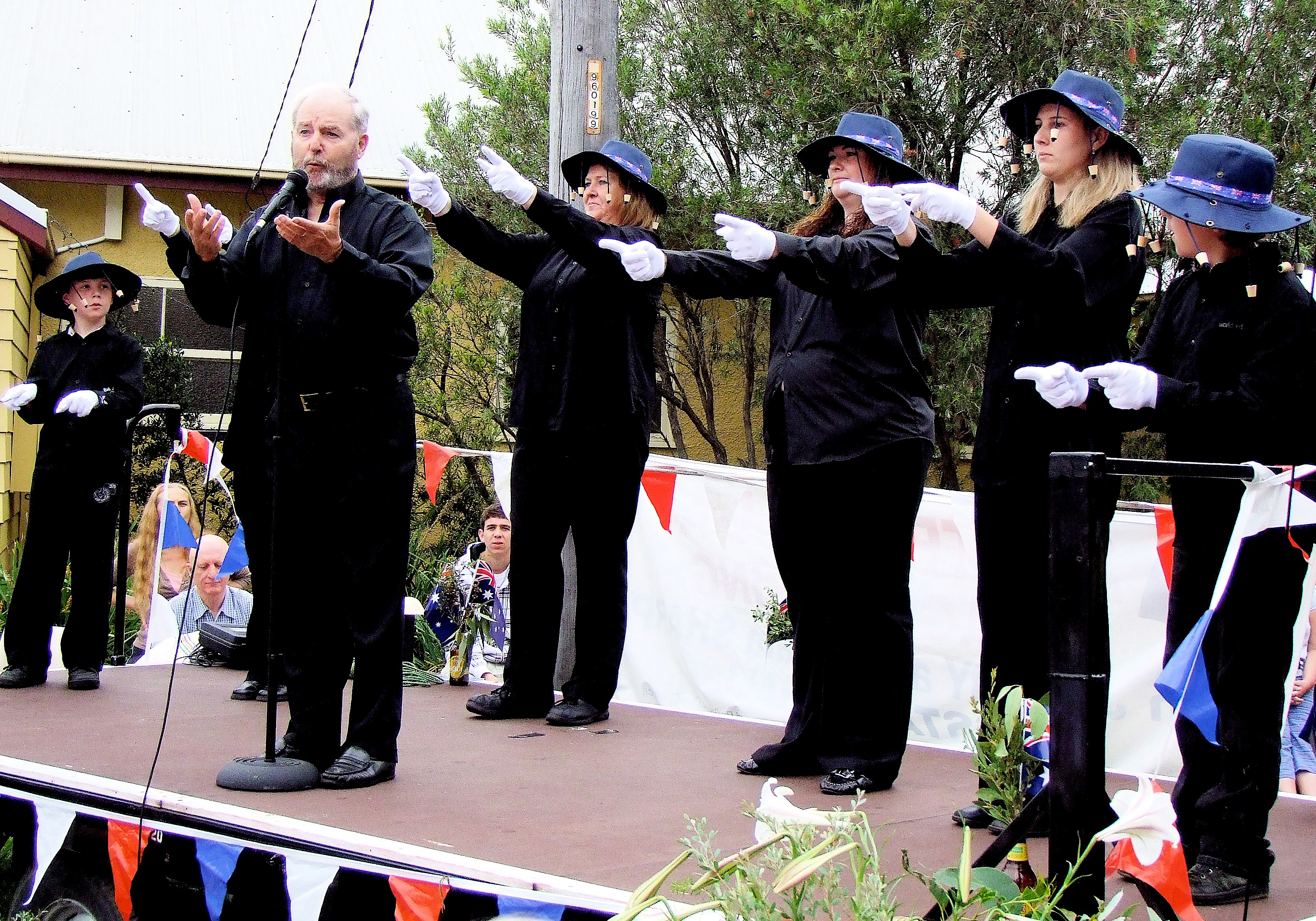
Жестовий хор

Жестова пісня та жестовий спів  — це вид мистецтва, в якому зміст передається рухами (жестами), а не словами.
Жестова пісня як театральний жанр поєднує в собі жестову мову, акторську майстерність і танець. Жест в даному випадку має не тільки смислове навантаженням, але і різноманітні емоційні градації.
Жестова пісня — відносно молодий вид мистецтва, як самостійний жанр вона вперше була засвідчена в 1960-і роки.

## Особливості і техніка жестової пісні
Правила жестової пісні прості: виступаючий показує слова жестовою мовою в ритмі твору. Головне — передати настрій, почуття і емоції. Жестовий спів чимось схожий на пантоміму, яка переплетена з танцем. На відміну від «розмовної» жестової мови, де рухи часто змазані, в жестовому співі все дуже чітко та розмірено.
Текст оригіналу не завжди перекладається буквально. Щоб зробити подання більш ефектним, виконавці часто змінюють звичні «розмовні» жести, поєднуючи їх з танцем. При цьому сенс і емоційне забарвлення твору зберігаються. Таким чином, жестова пісня може бути зрозуміла звичайним глядачам, які не володіють жестовою мовою. Тим більше, що фонограма самої пісні звучить протягом усієї вистави.
Однак, за таких змін, для глухих глядачів такий виступ може виглядати як набір слів, які слабо пов'язані між собою. Ось чому кожна жестова пісня супроводжується або беззвучним промовляння тексту (щоб його можна було читати по губах), або субтитрами на екрані.

Почуття музичного ритму органічно притаманне людині, яка не чує. Воно є своєрідною компенсацією глухоти. Не випадково люди, які не чують досягають великих успіхів у танцях різних жанрів, в жестовом співі, в дієвих пластичних пантомімах; в спектаклях, які потребують тілесної виразності, духовного злету, емоційної насиченості.
— 

### Як навчають жестовій пісні
Викладачами жестової пісні, на відміну від виконавців, найчастіше є випускники педагогічних університетів, які не мають проблем зі слухом. Над жестової піснею може працювати ціла команда: режисер, хореограф, перекладач, педагоги.
Постановка номера в жанрі «жестова пісня» починається з розбору тексту та його обговорення. Усе це потрібно для того, щоб зрозуміти зміст твору, розставити акценти. Пісня перекладається з мови оригіналу на жестову мову, а вже потім починають розучувати послідовність.
У жестовій мові речення будується інакше, тому переклад не буває дослівним.
Так, наприклад, слово «Шекспір», можна показати жестом, який має значення «відома людина», щоб зберегти ритм і поетичність пісні.
Особлива увага приділяється артикуляції та запам'ятовуванню тексту пісні по руху губ. Коли вона вже «механічно відпрацьована», в номер поступово вводяться театральні елементи.

## Поширеність жестового співу
В Україні існує Театр глухих акторів «Райдуга [Архівовано 1 травня 2020 у Wayback Machine.]». У репертуарі «Райдуги» є пантоміми, музично-драматичні вистави, мюзикли, феєрії, ексцентричні драми, ілюзіон-пластичні вистави. Не кожен театр із числа академічних може об'єднати такі жанри у своєму репертуарі.
Театр «Райдуга» не дає вистави щотижня, адже в трупі є лише 19 акторів, до того ж колектив запрошують виступати й за кордоном.
Вистави театру розраховано як на людей, що не чують, так і на інших глядачів, тому жестову мову акторів супроводжує голос диктора та фонограма пісень. Для артистів звичайних театрів дуже важлива правильно поставлена вимова. У акторів театру глухих мають бути сценічно поставлені жести — над цим працює досвідчений фахівець, який допомагає перетворити звичайні жести на красиві й театральні. А вправно рухатися під музику, якої актори не чують, вони вчаться за допомогою жестової лічби хореографа й зрештою досягають такої гармонії в танці, що й складно уявити, як мелодія та пластика тіла існують у цей час окремо.
У Лондоні в 2003 році була проведена серія заходів «Глухий ідол», де глухі учасники змагались у співах караоке, танцях тощо, подібному до телевізійного шоу "Поп идол".
У 2015 році постановка музичного театру на Бродвеї «Spring Awakening» інтегрувала американську жестову мову у хореографію танцювальних рухів, одночасно використовуючи суміш слуху та глухих виконавців.
Заняття жестовою піснею допомагають нечуючим дітям відчувати музику, розвивати пізнавальні процеси, збагачувати словниковий запас, виражати емоції мімікою та жестами, розвивати слухозорове сприйняття слів, прищеплювати артистичність і пластичність.
На сьогоднішній день в Росії існує кілька театрів, в яких можна знайти спектаклі в жанрі жестової пісні. Серед них — Синематографъ і «НЕДОСЛОВ [Архівовано 30 березня 2022 у Wayback Machine.]». Їх спектаклі може зрозуміти людина з будь-яким відсотком слуху.